# Ilha das Cobras
Ilha das Cobras (z port. Wyspa Węży) – wyspa atlantyckiej Zatoki Guanabara, należąca do Brazylii.

## Historia
Fortyfikacje wyspy rozpoczęto w marcu 1565. W 1589 została ona sprzedana na aukcji. Z czasem zaczęto budować na niej dodatkowe umocnienia obronne, wykorzystując do tego pracę więźniów. W połowie XVIII wieku na wyspie znajdowały się fort i stocznia, a od 1735 więzienie.